# Ketill Hermundarson
Ketill Hermundarson (m. 1220) fue un abad del monasterio de Helgafell, Islandia, entre 1217 y 1220. Fue uno de los descendientes más prominentes de Bolli Bollason. Era hijo de Hermundur Koðransson, un sacerdote de los Gilsbekkingar. Su tío materno era Kári Runólfsson, abad del monasterio de Þingeyrar. A su muerte, le sustituyó como abad Hallur Gissurarson.
Algunas fuentes le imputan la autoría de Páls saga byskups y Hungurvaka. 